# Muara Dua (Pagar Gunung)
Muara Dua is een bestuurslaag in het regentschap Lahat van de provincie Zuid-Sumatra, Indonesië. Muara Dua telt 324 inwoners (volkstelling 2010).